# جوديث موراي (فنانة)
جوديث موراي (بالإنجليزية: Judith Murray)‏ هي فنانة أمريكية، ولدت في 1941 في نيويورك في الولايات المتحدة.